# Emil Thomas (Schauspieler)

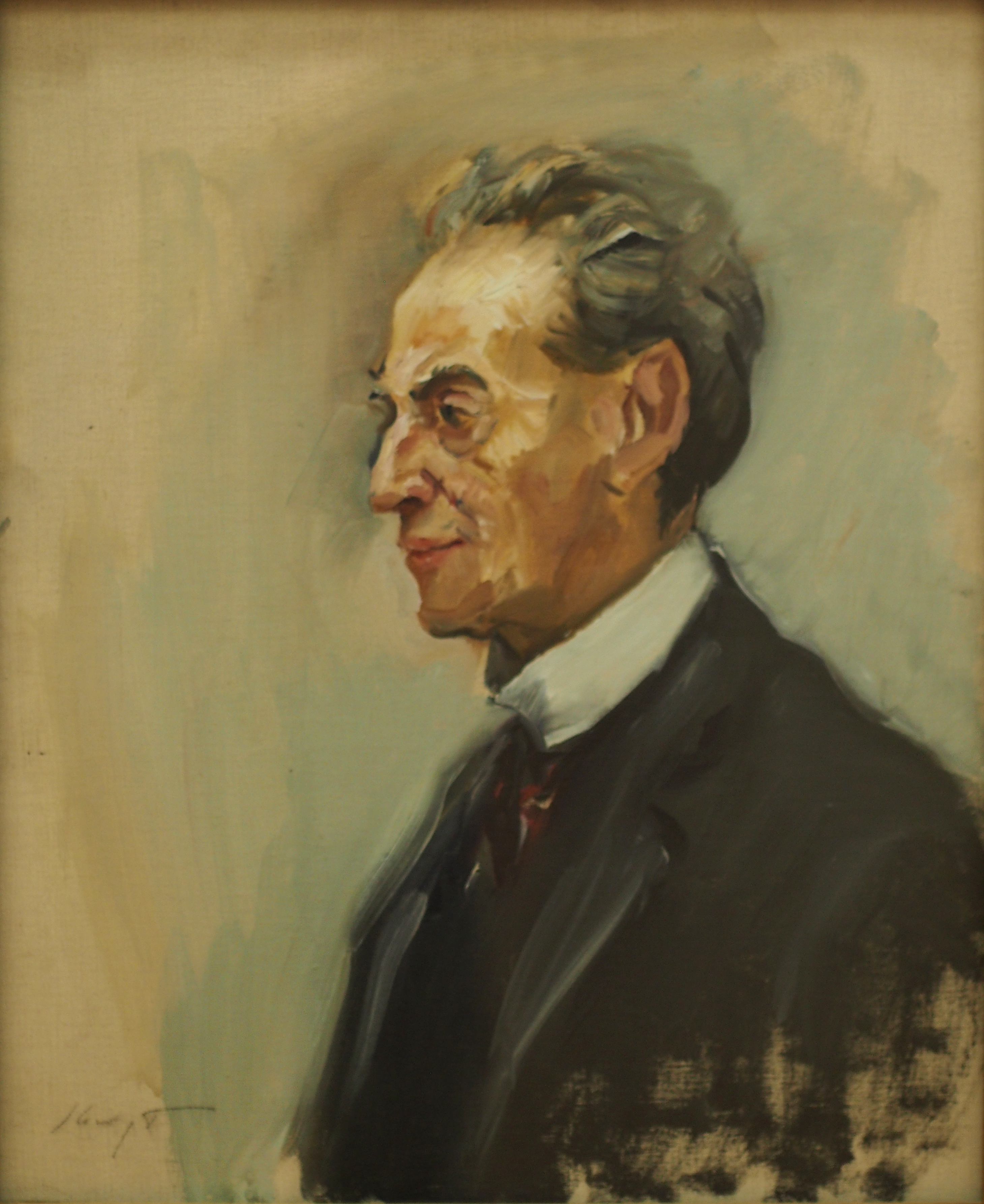
Emil Thomas um 1903 von Max Slevogt

Buchdeckel mit Porträt Emil Thomas

Emil Thomas (eigentlich Heinrich Emil Tobias) (* 24. November 1836 in Berlin; † 19. September 1904 in Charlottenburg) war ein deutscher Schauspieler und Theaterdirektor.

## Leben
Emil Thomas war der Sohn eines Zahnarztes. Er zeigte schon früh großes Interesse für das Theater und machte eine Lehre als Buchbinder, weil er meinte, in diesem Beruf könne er viele Theaterstücke lesen. Seine erste Rolle spielte er 1854 am Liebhabertheater „Urania“, bei dem viele spätere Berufsschauspieler ihre ersten Bühnenerfahrungen gemacht haben. Es folgte eine Zeit der Wanderschaft zu vielen Bühnen in ganz Deutschland, bis die Theaterleiter Emil Thomas’ Talent als Komiker erkannten und ihn in diesem Fache wirkungsvoll einsetzten. 
Nach einem Zwischenspiel in Leipzig und weiteren Wanderjahren erhielt er ein Engagement am Krollschen Theater in Berlin und war dort so erfolgreich, dass die "Hausdichter" ihm spezielle Rollen auf den Leib schrieben, etwa den Laternenanzünder "Lampe" in der Posse Ein Industrieller des 19. Jahrhunderts von Hermann Salingré und Georg Friedrich Belly und weitere Erfolgsrollen. Chéri Maurice holte ihn an das Hamburger Thalia-Theater, wo er ab 1866 fast zehn Jahre wirkte. 1875 übernahm er die Direktion des Berliner Woltersdorff-Theaters, in dem er auch selbst als Schauspieler auftrat. 1878 heiratete er die Sopranistin Betty Damhofer und übernahm die Leitung des Berliner Thalia-Theaters.
Von 1887 bis 1892 übernahm Thomas das Berliner Central-Theater. 1890 kaufte er das Gebäude und eröffnete das Haus nach Neubau im September 1890 wieder als Thomas-Theater. Da das Theater aber schlecht lief, ging Thomas 1887, 1892 und 1893 auf Tournee nach Amerika. 1894 kehrte Thomas nach Berlin zurück, wo er an verschiedenen Bühnen wirkte. Seine berühmteste Rolle war der sächsische Theaterdirektor Striese im Raub der Sabinerinnen von Ernst und Paul von Schönthan.
Emil Thomas starb in der Nacht zum 19. September 1904 im Alter von 67 Jahren in seiner Wohnung in der Kurfürstenstraße 124 in Charlottenburg. Schon seit längerem an einem Leberleiden erkrankt, hatten sich am Ende zusätzlich Darmbeschwerden eingestellt. Noch zwei Tage vor seinem Ableben hatte der Schwerkranke auf der Bühne am Luisen-Theater in der Reichenberger Straße gestanden. Beigesetzt wurde er am 22. September 1904 auf dem Kaiser-Wilhelm-Gedächtnis-Friedhof in Charlottenburg-Westend. Sein Grab ist heute nicht mehr auffindbar.

## Werke
- Hermann. Salingré: Margaretha. Parodistischer Scherz mit Gesang. Musik arrangirt von A. Lang. Vorgetragen von dem Komiker Emil Thomas am Friedrich-Wilhelmstädtischen Theater in Berlin. Bloch, Berlin 1865. (Eduard Bloch's komische Solo-Scenen mit Pianoforte-Musik. 1)
- 40 Jahre Schauspieler. Erinnerungen aus meinem Leben. 2 Bände. Duncker, Berlin 1895/1897. Digitalisat vom Internet Archive
- Ältestes Allerältestes. 3. Aufl.  Bruno Cassirer, Berlin 1904. Digitalisat vom Internet Archive